# سیم‌پیچی سبدی

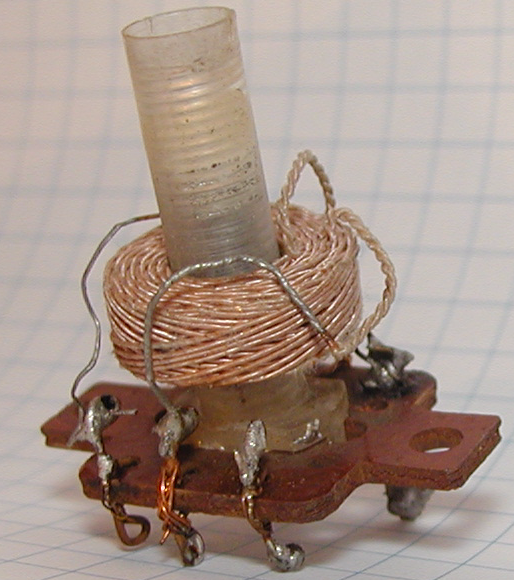
سیم‌پیچی سبدی ساخته‌شده با سیم لیتز در ترانسفورماتور آی‌اف

سیم‌پیچی سبدی (به انگلیسی: Basket winding) (یا سیم‌پیچی سبدبافت یا سیم‌پیچی لانه‌زنبوری یا سیم‌پیچی پراکنده) یک روش سیم‌پیچی برای پیچیدن سیم در یک پیچه (به انگلیسی: coil) است. الگوی سیم‌پیچی برای قطعات الکترونیکی فرکانس رادیویی با سیم‌های موازی زیاد مانند سلف‌ها و ترانسفورماتورها استفاده می‌شود. الگوی این سیم‌پیچ مقدار سیم در حال کار در تعداد دورهای هم‌جاور و موازی را کاهش می‌دهد. سیم‌های موجود در لایه‌های متوالی یک سیم‌پیچ سبدی در زوایای بزرگ، تا حد امکان نزدیک به ۹۰ درجه از یکدیگر عبور می‌کنند، که باعث کاهش اتلاف انرژی به دلیل تزویج-متقاطع الکتریکی بین سیم‌ها در فرکانس‌های رادیویی می‌شود.

## هدف
روش سیم پیچی سبد برای سیم‌پیچ‌هایی که برای استفاده در فرکانس‌های ۵۰ کیلوهرتز و بالاتر طراحی شده‌اند استفاده می‌شود تا دو عارضه جانبی نامطلوب، اثر مجاورتی و ظرفیت پارازیتی، که در بخش‌های موازی طولانی سیم حامل-جریان ایجاد می‌شوند، کاهش دهد.
اثر مجاورتی در یک سیم توسط میدان مغناطیسی ناشی از جریان جاری در سیم‌های موازی کنارهم، مانند حلقه‌های دیگر در همان سیم‌پیچ، ایجاد می‌شود. اگر دو سیم مجاور جریانی را در یک جهت حمل کنند، آنگاه این اثر در هر دو احساس می‌شود – میدان مغناطیسی سیم‌های مجاور باعث می‌شود جریان در هر سیم در ناحیه کوچکی در دورترین سطح سیم از سیم‌های مجاور متمرکز شود. تمرکز جریان در امتداد بخش کوچکی از رسانا مقاومت سیم را افزایش می‌دهد و در نتیجه اتلاف انرژی را افزایش می‌دهد. در فرکانس‌های رادیویی متوسط و بالا، افزایش مقاومت سلف می‌تواند پهنای‌باند مدارهای هماهنگی را افزایش دهد و انتخاب‌پذیری فرکانس مدار یا ضریب کیفیت را کاهش دهد.
ظرفیت مزاحم نتیجه چرخش موازی سیم است که به عنوان صفحات خازن عمل می‌کند و بار را بین سیم‌های مجاور ذخیره می‌کند. ظرفیت پارازیتی می‌تواند باعث شود سیم‌پیچ در یک یا چند فرکانس خودتشدید شود، که با تشدید تنظیم‌شده موردنظر تداخل می‌کند و جریان را در فرکانس خودتشدید بازتاب و مسدود می‌کند.
متأسفانه سیم‌پیچی پیچهٔ سبدبافت اندازه فیزیکی پیچه را افزایش می‌دهد که باعث افزایش اندوکتانس نشتی می‌شود.

## مواد و روش‌ها
سیم‌پیچ‌های سبدی اغلب با سیم لیتز پیچیده می‌شوند، سیم نازک چند رشته‌ای که هر رشته به‌صورت جداگانه عایق‌بندی می‌شود، که تلفات را بیشتر کاهش می‌دهد. عایق پنبه یا پارچه از نقطه نظر مکانیکی در طول فرایند سیم‌پیچی مهم است، زیرا سیم لاکی لعابی معمولی اصطکاک سطحی کافی را بین لایه‌های پیچه برای نگه‌داشتن پیچه‌ها در زوایای بزرگ ایجاد نمی‌کند.

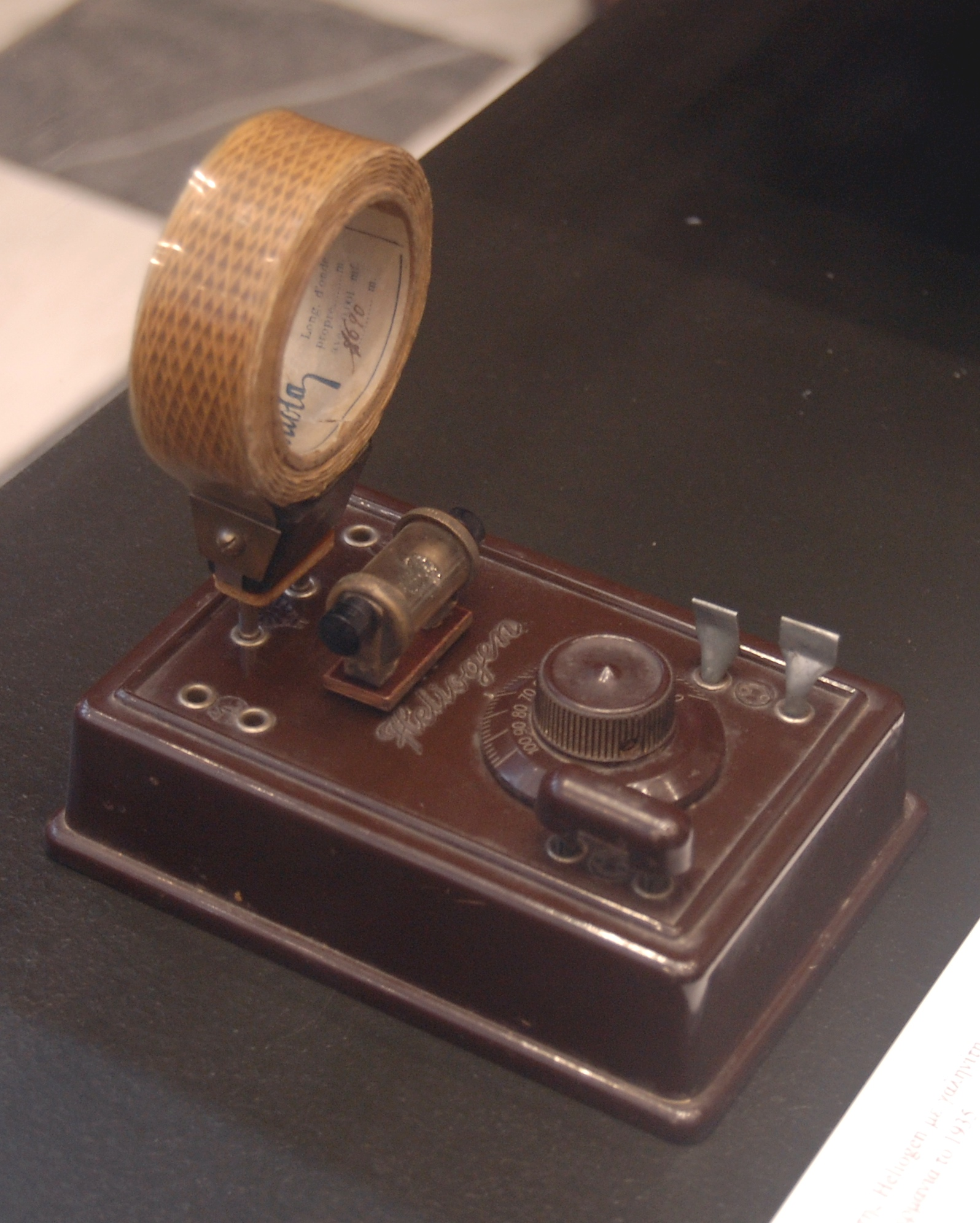
رادیو کریستالی با سیم‌پیچ سبدی